# Forteresse de Liikkala
La forteresse de Liikkala (en finnois : Liikkalan linnake) est une forteresse située dans le quartier de Sippola à Kouvola en Finlande,.

## Contexte historique
Le village de Liikkala est cédé à la Russie en 1743 par le Traité d'Åbo.
Pendant la guerre russo-suédoise de 1741-1743, les Russes y construisent un camp militaire et les plus anciennes fortifications pourraient dater de cette époque.
Plusieurs batailles féroces ont lieu dans la zone durant la guerre de Guerre russo-suédoise de 1788-1790.
À la suite de la guerre, les Russes décident de construire un fort pour protéger la frontière et ses routes d'accès et pour empêcher d'éventuelles attaques sur Hamina et plus loin vers Saint-Pétersbourg.
La forteresse fait partie du système de fortification du sud-est de la Finlande.

## Architecture
Le fort se compose de deux forts d'angle et de quatre demi-bastions. 

### Fort central
Le fort central est un rempart défensif en forme d'étoile avec vingt créneaux de tir. 
Il mesure 93 mètres de long et 88 mètres de large.
Les escarpements sont en pierre et les escarpements des deux demi-bastions sont en roche excavée. 
Le fort central a abrité un bâtiment de caserne, une poudrière, un dépôt de munitions et une cave.

### Bâtiments extérieurs
L'enceinte principale est entourée d'un fossé d'environ 2 à 3 mètres de large et d'un contre-remblai. 
Un puits est situé dans l'une des douves. 
Il y a un fort d'angle du côté sud-ouest et un ravelin triangulaire se trouvait sur le côté nord-ouest.

### Redoutes et passerelles
Une redoute a été construite sur le côté nord-est du fort, en utilisant de la pierre et en partie la roche. 
Ses murs d'escarpement ont été d'environ 1,6 mètre de haut et les remparts de 6 à 8 mètres de large et de 1 à 2 mètres de haut.
Il y a eu un poste de garde à l'intérieur de la redoute. 
Une passerelle de 150 mètres de long a été construite entre le fort central et la redoute. Au milieu se trouvait un petit fort d'angle avec quatre traverses à côté.

## Accès
Liikkala est située sur la route régionale 371 reliant Hamina à Kouvola. 